# Hexatoma brachycera
Hexatoma brachycera är en tvåvingeart som först beskrevs av Osten Sacken 1877.  Hexatoma brachycera ingår i släktet Hexatoma och familjen småharkrankar. Inga underarter finns listade i Catalogue of Life.